# Kleinkastell Lochmühle
Das Kleinkastell Lochmühle ist ein römisches Kastell am Übergang der westlichen Taunusstrecke (Strecke 3) des Obergermanischen Limes, der im Jahre 2005 den Status des UNESCO-Weltkulturerbes erlangte, zur Osttaunusstrecke (Strecke 4).

## Lage, Forschungs- und Baugeschichte
Das heutige Bodendenkmal, von dem noch schwache Geländeverformungen im Gelände zu erkennen sind, befindet sich südwestlich von Wehrheim, einer Gemeinde im hessischen Hochtaunuskreis in einem Waldstück des Freizeitparks Lochmühle. Es war vermutlich ein Vorposten des rund drei Kilometer entfernt liegenden Kastells Saalburg, der zur Sicherung des nur schwer zugänglichen Köpperner Tals diente. Die kleine Anlage ist eine der Attraktionen des Freizeitparks. Ein kurzer Lehrpfad, der Römer Parcours, erklärt die Anlage in kindgerechter Weise. Rund 30 Meter vor der Garnison verlief der Limes. Denkbar ist, dass dem Kleinkastell ein hölzerner Wachturm voraus ging.
Das rechteckige, 18 × 22 Meter (rund 400 Quadratmeter) große Kleinkastell, wurde 1871 durch den Archäologiepionier Karl August von Cohausen (1812–1894) ergraben. Es zeigte sich, dass die Anlage eine 1,60 Meter breite Umfassungsmauer mit gerundeten Ecken besaß. Im Nordwesten befand sich mittig das einzige Tor der Fortifikation, das gegen den Limes gerichtet war. Im Südostbereich des Kleinkastells wurden Überreste einer Fußbodenheizung gefunden.
Wahrscheinlich war das Kleinkastell in der Zeit der Nutzung mit rund 30 Mann belegt. Zudem wurden von hier aus die umliegenden Wachtürme versorgt.

## Befunde und heutige Präsentation

Kleinkastell Lochmühle nach den Forschungen der Reichs-Limeskommission
Rekonstruktionsversuch auf einer Hinweistafel
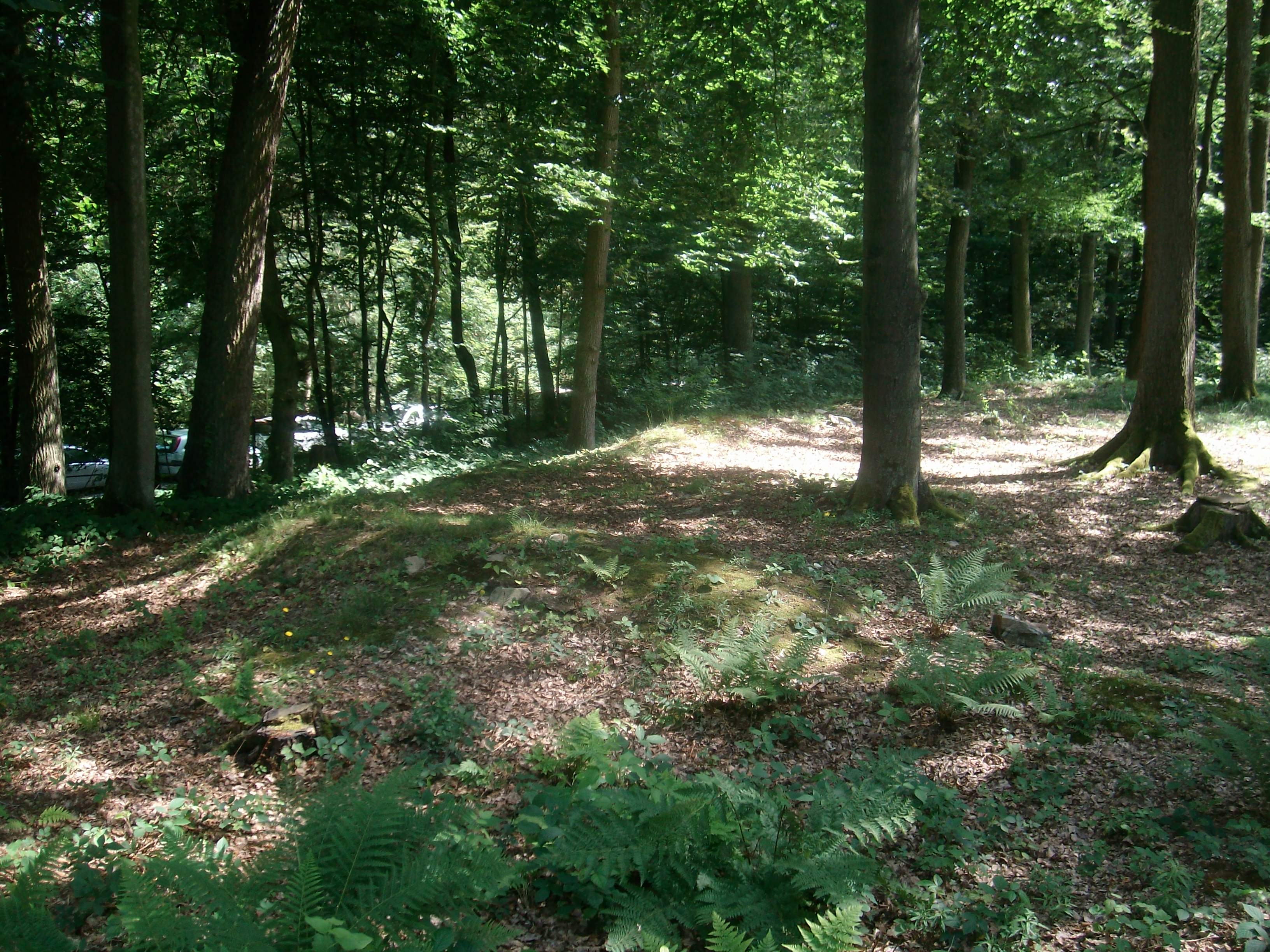
Nordostecke des Kleinkastells
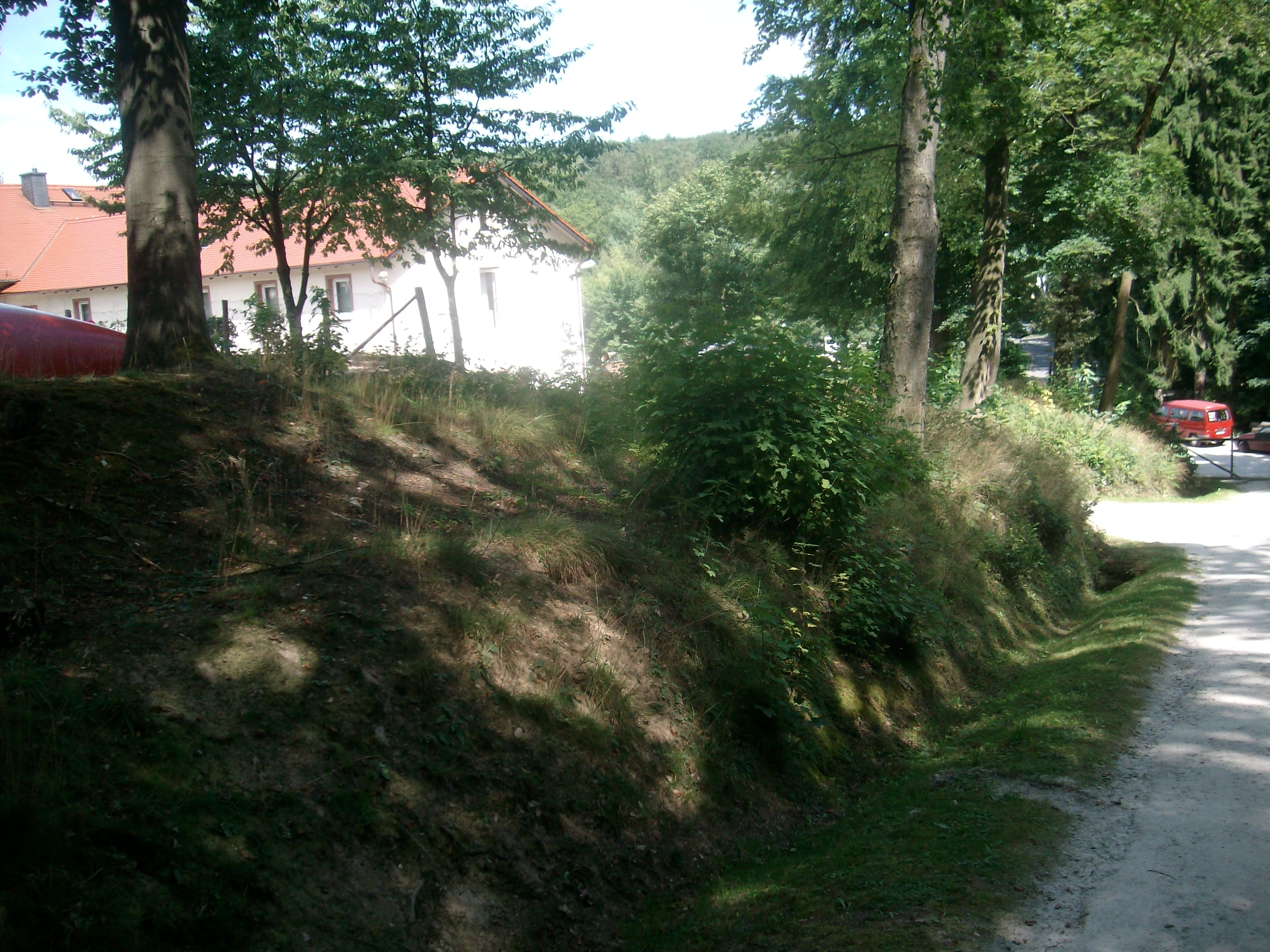
Limes im Bereich der Lochmühle
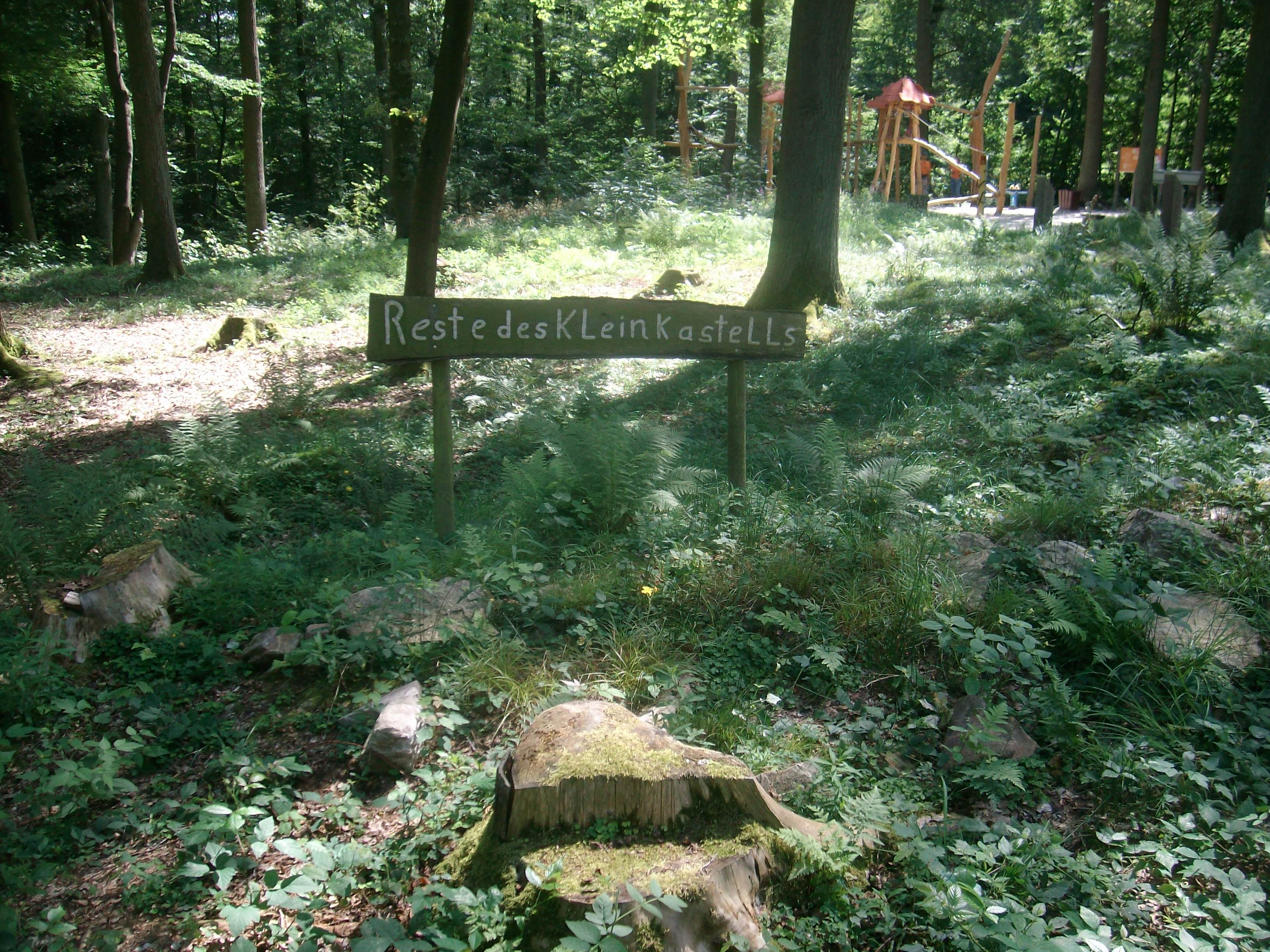
Zugang im Nordwesten
Limespalisade beim Kleinkastell

## Limesverlauf zwischen dem Kleinkastell Lochmühle und dem Kastell Kapersburg
| ORL     | Name/Ort                      | Beschreibung/Zustand |
| ------- | ----------------------------- | --- |
| KK      | Kleinkastell Lochmühle        | siehe oben |
| Wp 4/1  | „Im Köpperner Gemeindewald“   | Schon bei Karl August von Cohausen dokumentierte Turmstelle eines 1893 von Louis Jacobi ausgegrabenen und konservierten Steinturms. Der Grundriss des Turms hatte ein Seitenverhältnis von 5,28 m zu 5,40 m, die Stärke seiner Mauern betrug 88 cm bis 93 cm. Vom Scheitelpunkt des die Turmstelle in nördlicher Richtung passierenden Limeswalls war der Turm 29 Meter weit entfernt. |
| Wp 4/2  | „Am Grauen Berg“              | Bereits bei Cohausen dokumentierte Turmstelle eines Steinturms, der 1893 von Louis Jacobi ausgegraben und konserviert worden ist. Bei diesem Turm mit annähernd quadratischem Grundriss wurde ein Innenraum von 3,45 m mal 3,58 m Seitenlänge von einer 1,00 m bis 1,10 m mächtigen Mauer umschlossen. Die Entfernung des Turms zum Scheitel des Limeswalls betrug 25 m. |
| Wp 4/3  | „Im Rodheimer Wald“           | Die schon bei Cohausen dokumentierte Turmstelle eines Steinturms wurde 1872 und erneut 1893 von Friedrich Kofler archäologisch untersucht. Der aus Quarzit errichtete Turm besaß einen annähernd quadratischen Grundriss, dessen Außenmaße 5,75 m zu 5,70 m und dessen Innenmaße 3,78 m zu 3,75 m betrugen. An der Außenseite konnten die auf den weißen Verputz aufgetragenen, roten Scheinfugen nachgewiesen werden. Der Turm war von einem nur noch schwach erhaltenen Graben umgeben, die Entfernung zwischen Turm und Scheitelpunkt des Limeswalls betrug 25 Meter. |
| Wp 4/4  | „Grenzstein 15/194“           | Turmstelle eines Steinturms mit ungewöhnlichen Abmessungen, nur 350 m ONO von Wp 4/3 entfernt. Der Turm war schon bei Carl Rossel und Cohausen dokumentiert worden und wurde 1893 von Fritz Kofler ausgegraben. Nach seiner Dokumentation hatte der Grundriss des Turmes eine Länge von 7,70 m und eine Breite von 6,10 m. Die Stärke des Mauerwerks betrug 95 cm. Sowohl die Außen- wie die Innenseite sollen mit weißem Mörtel, der mit einem roten Scheinfugenanstrich bemalt war, verputzt gewesen sein. |
| Wp 4/5  | „Nordseite des Grauen Berges“ | Komplexe Gruppe von Limesbauwerken, die bereits von Carl Rossell und Karl August von Cohausen dokumentiert worden war und dann wiederholt von Friedrich Kofler und Eduard Anthes untersucht worden ist. Die Gruppe besteht aus zwei Holztürmen, einem Steinturm und einem weiteren Gebäude, das als Nebengebäude angesprochen worden ist. Der westliche Holzturm, der rund 80 m vom Scheitel des Limeswalls entfernt lag, war von einem doppelten Ringgrabensystem umschlossen. Der spitzförmige, innere Graben besaß einen Durchmesser von 13,4 m und war an seiner Nordseite, zum Limesgraben hin, auf eine Breite von rund 1,5 m unterbrochen. Durch die Unterbrechung führte ein mit Steinstickung versehener Übergang. Der Durchmesser des äußeren, vollständig geschlossenen Grabens betrug 21,0 m. Im Zentrum der Anlage entdeckte Kofler im Jahr 1893 1,40 m unter dem Turmhügel eine 8,10 m durchmessende, mehrlagige Steinschicht in Form einer Plattierung. Die Keramikfunde unterhalb dieser Schicht besaßen prähistorischen Charakter, die darüber liegenden Funde waren römischen Ursprungs. Anthes stellte dann 1896 die vier Pfostenlöcher des Turmes fest, die ein Rechteck mit dem Seitenverhältnis von 4,50 m zu 4,25 m bildeten. Der östliche Holzturm lag 34 Meter vom westlichen Turm und 91 Meter vom Limeswall entfernt. Er besaß nur einen einfachen Ringgraben von 15 Metern Durchmesser. Im Zentrum der Anlage fanden sich die Pfostenlöcher des Ständerwerks, die ein Quadrat mit 5,60 m Seitenlänge bildeten. Unmittelbar nordwestlich der östlichen Holzturmstelle wurde ein weiterer Hügel bereits 1872 durch Cohausen und 1875 durch Fritz Kofler sowie schließlich 1896 durch Eduard Anthes untersucht. Cohausen und Kofler wollen im Zentrum der Anlage Steinpackungen und einen das Bauwerk umgebenden Kranz aufrecht stehender Steine ermittelt haben. Kofler stellte zudem einen Kreisgraben von etwa neun Metern Durchmesser und 0,30 m bis 0,98 m Tiefe fest. Diese Ergebnisse wurden von Anthes nicht bestätigt, der ein quadratisches Bauwerk mit 5,40 m Seitenlänge aus Trockenmauerwerk konstatierte. Mangels eindeutiger Befunde wurde das Gebäude etwas vage als Nebengebäude unbestimmten Verwendungszwecks angesprochen. Der Steinturm lag nur 28 Meter vom Wall entfernt. Er besaß einen rechteckigen Grundriss im Seitenverhältnis 5,75 m zu 5,85 m. Die Stärke seiner Mauern betrug rund einen Meter. Nachdem der Turm um 1873/1874 von Kofler untersucht worden war, wurde er „im Herbst 1876 von Herren aus Homburg ausgegraben“. In einer Studie untersuchte der Archäologe Thomas Becker die am Wachposten 4/5 geborgenen Tierknochen, die als Speiseabfälle von den Soldaten zurückgelassen wurden. Dabei stellte sich an dieser Turmstelle heraus, dass die kleinen Wiederkäuer – Schaf und Ziege – hier in der Anzahl der Knochenfragmente dominierte. Wichtig war auch das Rind und das Schwein. |
| Wp 4/6  | „Junge Buchen“                | Sowohl von Rossel als auch von Cohausen dokumentierte Turmstelle eines einzelnen Steinturms, der 1893 von Kofler untersucht wurde. Der Turm hatte einen rechteckigen Grundriss von 5,666 m zu 5,45 m Seitenlänge. Sein Mauerwerk war einen Meter stark und besaß auf der Innenseite einen 27 cm vorspringenden Sockel. Die Außenseite war mit einem Mörtelputz versehen, während die Innenseite nur mit Lehm verschmiert war. Der Fußboden bestand aus Stampflehm. Die Entfernung des Turms zum Scheitel des Limeswalls betrug rund 50 Meter. |
| Wp 4/7  | „Am Käspfad“                  | Von Rossell und Cohausen erwähnte und von Kofler 1893 ausgegrabene Turmstelle eines einzelnen Steinturms. Der Turm besaß einen quadratischen Grundriss von 5,40 m Seitenlänge, die Stärke der Fundamentmauern betrug 93 cm. Die Außenwände waren mit weißem Mörtelputz versehen, auf den rote Scheinfugen aufgemalt waren. Vom Limes war der Turm ungefähr 25 m entfernt. |
| Wp 4/8  | „Rittergräber“                | Turmstelle aus südwestlichem und nordöstlichem Holzturm und einem Nebengebäude aus Trockenmauerwerk. Insofern eine durchaus ähnliche Anlage wie bei Wp 4/5. Der dort vorhandene Steinturm fehlte jedoch bei Wp 4/8. Vermutlich wurde der jüngere Holzturm von dem vereinzelt stehenden Steinturm Wp 4/7 abgelöst. Zusätzlich befindet sich am nordöstlichen Rand des Ensembles eine ältere römische Erdschanze, die in Form eines mit einer Holzumwehrung versehenen ungleichmäßigen Vierecks eine Fläche von rund 750 m² eingrenzte. Während Baatz (1974, 1993 und 2000) die Anlage noch als Kleinkastell ansprach, ist die jüngere Literatur (Rupp/Birley 2005 und Klee 2009) zurückhaltender und spricht von einer „römischen Erdschanze“. |
| Wp 4/9  | „Am Wellenberg“               | Bei Karl August von Cohausen erwähnte Turmstelle eines einzelnen Steinturms, der 1893 von Friedrich Kofler untersucht wurde. Der Turm besaß einen quadratischen Grundriss von 5,65 m Seitenlänge. Die Stärke seiner Mauern betrug 1,15 m. Auf der Außenseite war der Turm mit weißem Mörtel verputzt. In der Putzschicht befanden sich tief eingeritzte Scheinfugen, die rot ausgemalt waren. |
| Wp 4/10 |                               | Vage vermutete, aber nicht nachgewiesene Turmstelle. |
| ORL 12  | Kastell Kapersburg            | siehe Hauptartikel Kastell Kapersburg |

## Denkmalschutz
Das Kleinkastell Lochmühle und die anschließenden Limesbauwerke sind als Abschnitt des Obergermanisch-Rätischen Limes seit 2005 Teil des UNESCO-Welterbes. Außerdem sind sie Bodendenkmale nach dem Hessischen Denkmalschutzgesetz. Nachforschungen und gezieltes Sammeln von Funden sind genehmigungspflichtig, Zufallsfunde an die Denkmalbehörden zu melden.